# Municipalité du district de Lazdijai
La municipalité du district de Lazdijai (en lituanien : Lazdijų rajono savivaldybė) est l'une des soixante municipalités de Lituanie. Son chef-lieu est Lazdijai.

## Seniūnijos de la municipalité du district de Lazdijai
- Būdviečio seniūnija (Aštrioji Kirsna)
- Kapčiamiesčio seniūnija (Kapčiamiestis)
- Krosnos seniūnija (Krosna)
- Kučiūnų seniūnija (Kučiūnai)
- Lazdijų seniūnija (Lazdijai)
- Lazdijų miesto seniūnija (Lazdijai)
- Noragėlių seniūnija (Noragėliai)
- Seirijų seniūnija (Seirijai)
- Šeštokų seniūnija (Šeštokai)
- Šlavantų seniūnija (Avižieniai)
- Šventežerio seniūnija (Šventežeris)
- Teizų seniūnija (Teizai)
- Veisiejų seniūnija (Veisiejai)
- Veisiejų miesto seniūnija (Veisiejai)

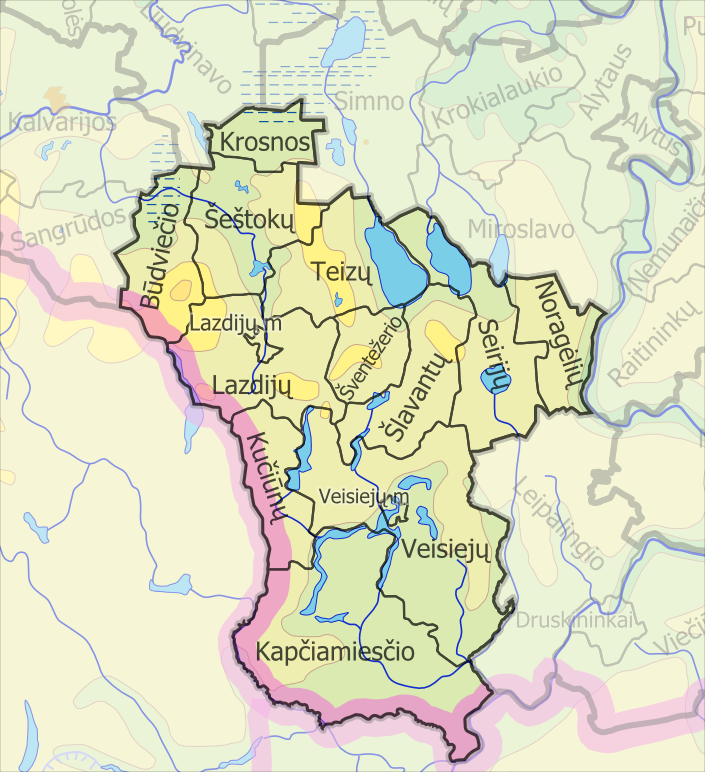
Seniūnijos de la municipalité du district de Lazdijai.